# Lost World - Predatori del mondo perduto
Lost World - Predatori del mondo perduto (Raptor Island) è un film per la televisione del 2004 diretto da Stanley Isaacs. La trama è liberamente ispirata al romanzo Il mondo perduto di Arthur Conan Doyle del 1912.

## Trama
Un gruppo di marines sulle tracce di pericolosi terroristi si addentra nella giungla su un'isola sperduta del Mar Cinese Meridionale. Si trovano così intrappolati in una terra in cui animali della preistoria sono resuscitati in seguito all'abbandono di tantissimo materiale radioattivo che ha reso possibile la rinascita di specie animali estinte da milioni di anni, infatti l'isola è abitata da dinosauri carnivori. Un mondo perduto da cui nessun uomo potrà mai uscire vivo.